# Будинок Менкіні
Буди́нок Менкі́ні — будівля в історичному центрі міста Миколаїв, розташована по вулиці Адміральській. Пам'ятка архітектури місцевого значення, сильно постраждала внаслідок ракетного обстрілу Збройних сил Російської Федерації в ніч проти 20 липня 2023 року. 

## Історія
До Жовтневого перевороту будинок належав італійцю Петру Йосиповичу Менкіні та його дружині Аделаїді Едуардівні. Петро Менкіні був інженером-техніком, членом Імператорського російського технічного товариства, обирався гласним Миколаївської міської думи протягом 1909—1913 років та членом міської управи у 1915 році. Менкіні приділяв багато уваги вирішенню проблем міста, зокрема ремонту мостових.
Крім того, подружжя Менкіні було відомо як благодійники. Петро Менкіні засідав у правлінні Людинолюбного товариства при римо-католицькому костелі, а у березні 1916 року подружжя передало в дарунок краєзнавчим музеям Миколаєва та Херсону старожитності з власної колекції, серед яких були монети з дорогоцінних металів.
Недовгий час у будинку Менкіні мешкав з родиною Василь Іванович Богданов — поет-іскрівець, автор віршу «Дубінушка», що згодом став відомою народною піснею. У жовтні 1885 року він прибув до Миколаєва, де служив у Морському госпіталі лікарем, брав участь у зборах місцевого професійного товариства та продовжував писати вірші, але вже у серпні наступного року помер через тривалу хворобу легенів.
З дня відкриття у 1901 до переїзду у власну будівлю у 1904 році одинадцять кімнат на верхньому поверсі займало Середнє механіко-технічне училище (нині Національний університет кораблебудування).
Під час національно-визвольних змагань в будівлі Менкіні, наряду з готелями «Лондонський» і «Петроградський», розміщувалися німецькі офіцери союзних військ Української Народної Республіки.
Протягом 1920-х років у будівлі діяв театральний гурток клубу піонерів, який відвідував школярем Марк Самійлович Лисянський, відомий радянський поет, журналіст та автор великої кількості текстів пісень, серед яких — «Дорогая моя столица», офіційний гімн Москви з 1995 року. В пам'ять про Лисянського у вересні 2003 року на фасаді було встановлено меморіальну дошку.
Тривалий час в будинку розміщувалися центр народної творчості та культурно-освітньої роботи та творче об'єднання «Прибужжя».
В ніч проти 20 липня 2023 року будівля була сильно пошкоджена внаслідок ракетного обстрілу Збройних сил Російської Федерації. Ударом ракети Х-22 в критичній близькості до пам'ятки було вибито усі шибки й двері, сильно пошкоджено дах, фасад й саму конструкцію будівлі.

## Галерея

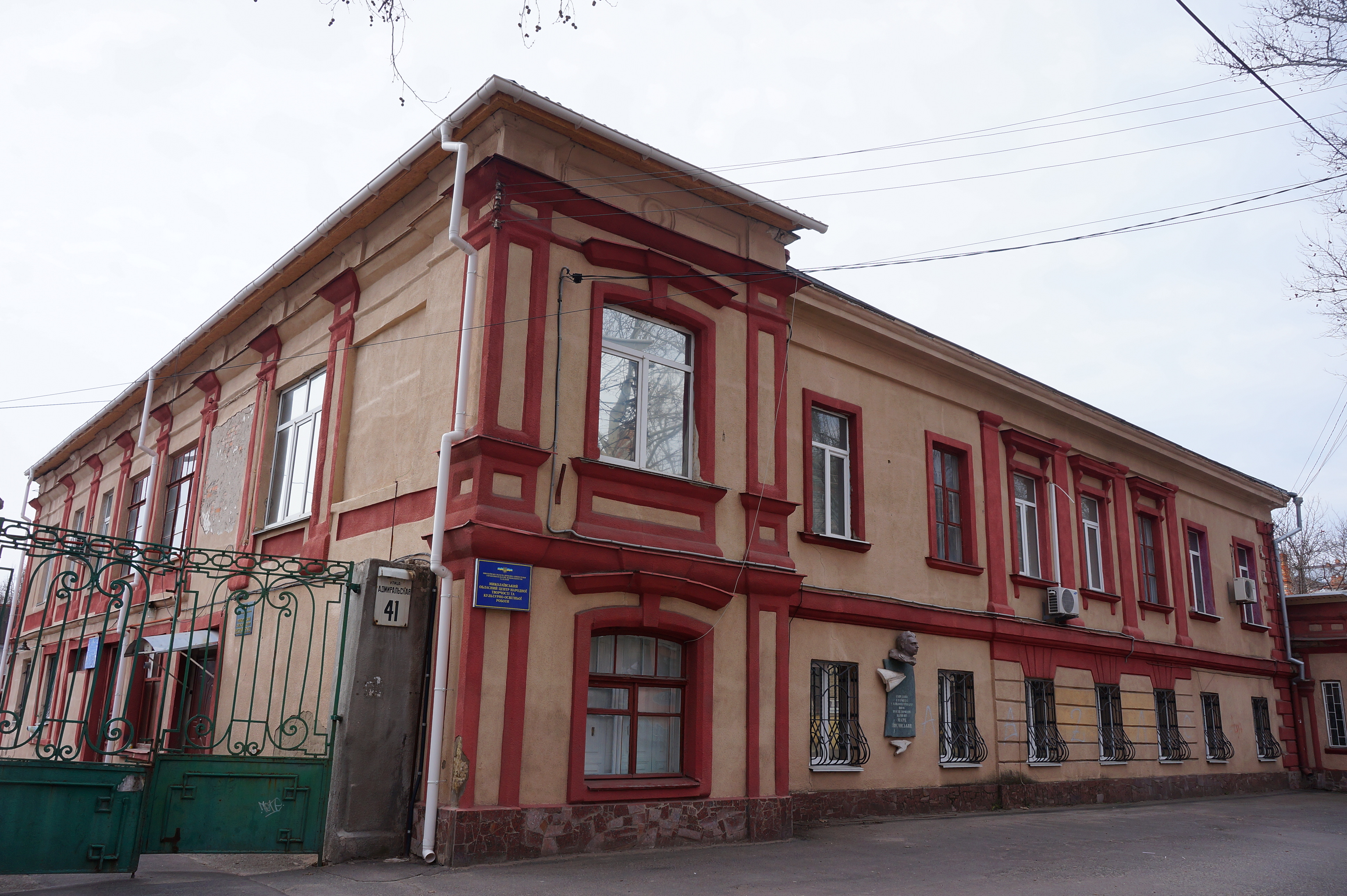
Будинок Менкіні до ракетного обстрілу
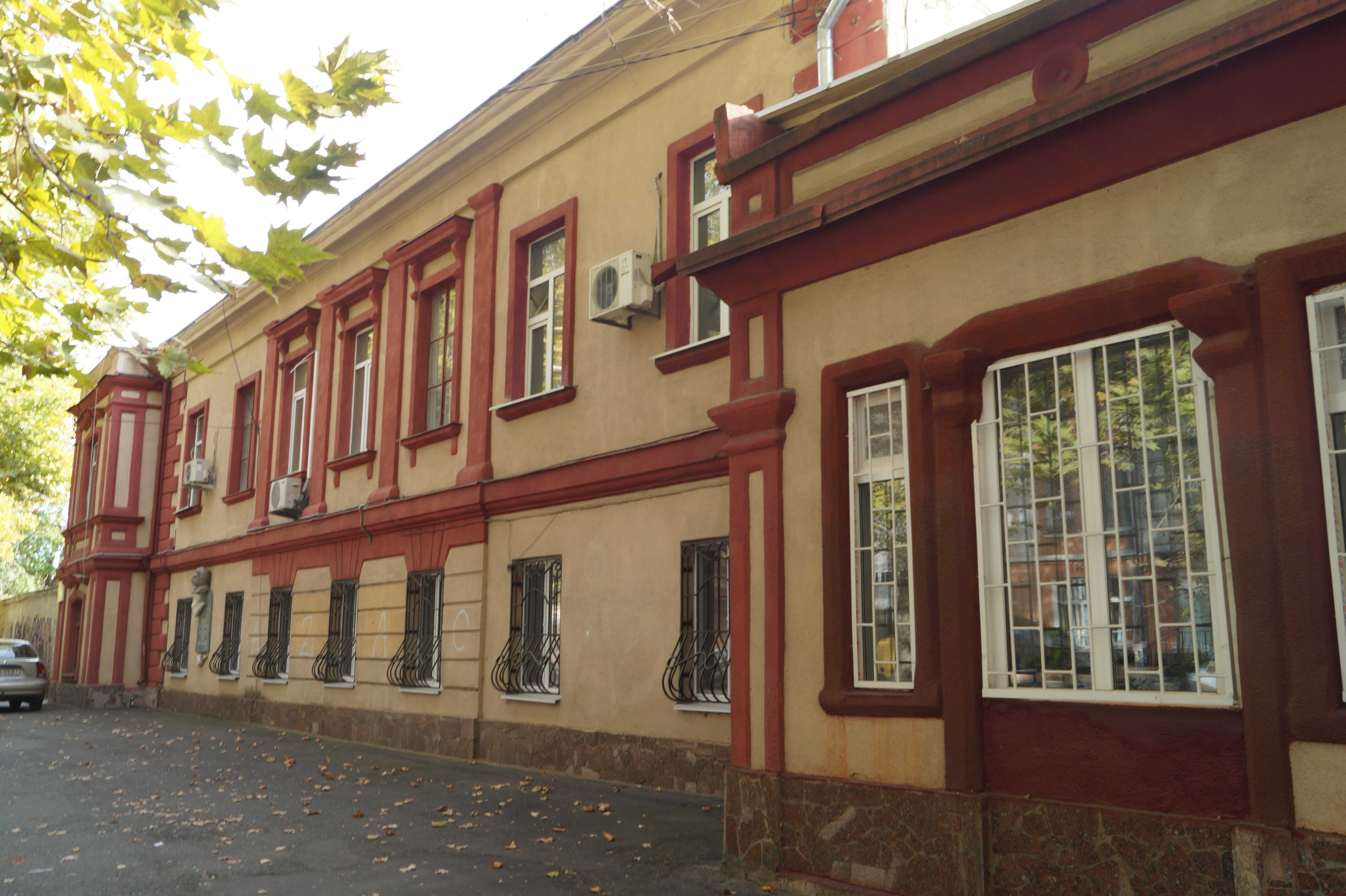
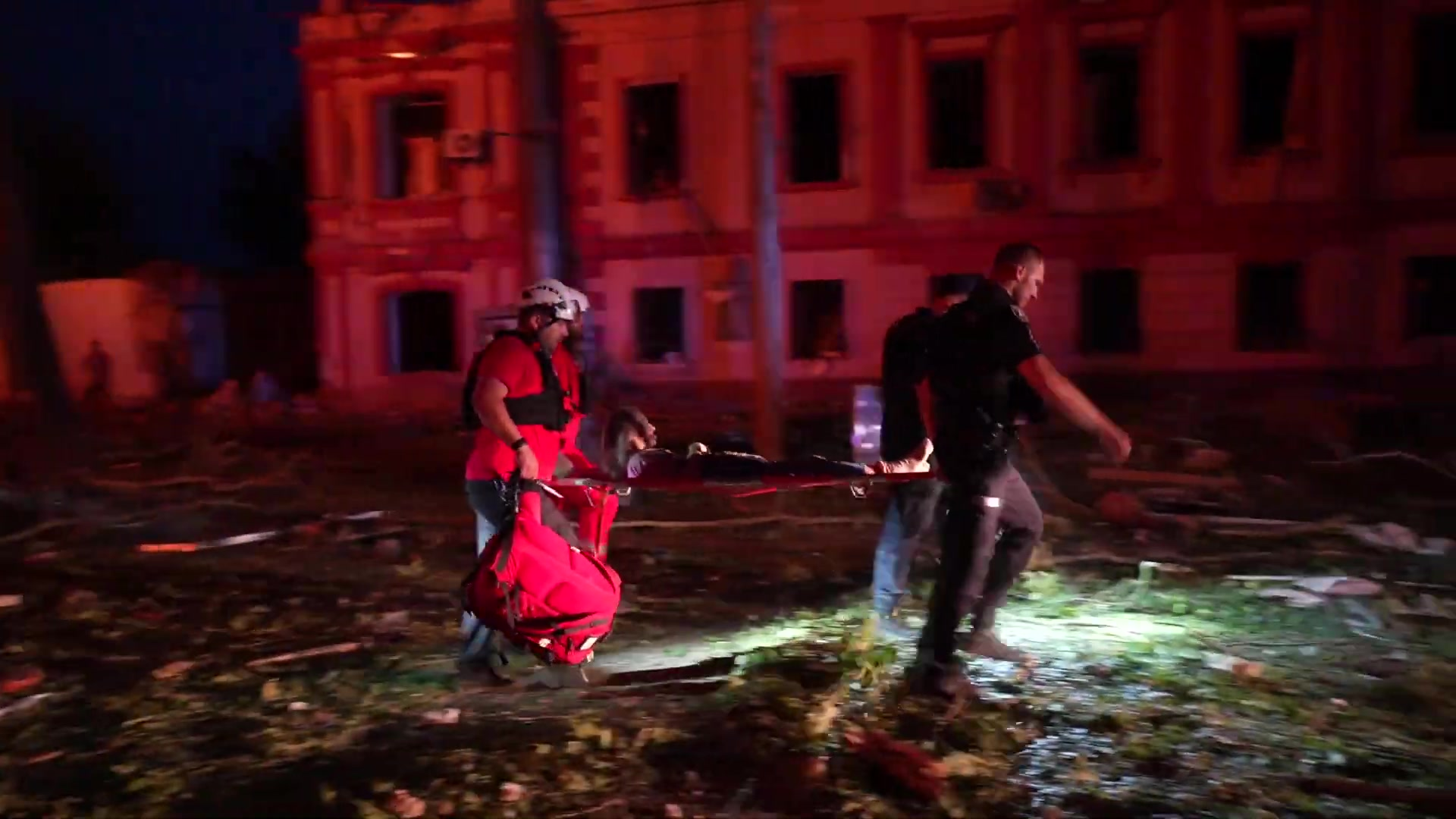
Будинок Менкіні після обстрілу в ніч проти 20 липня 2023
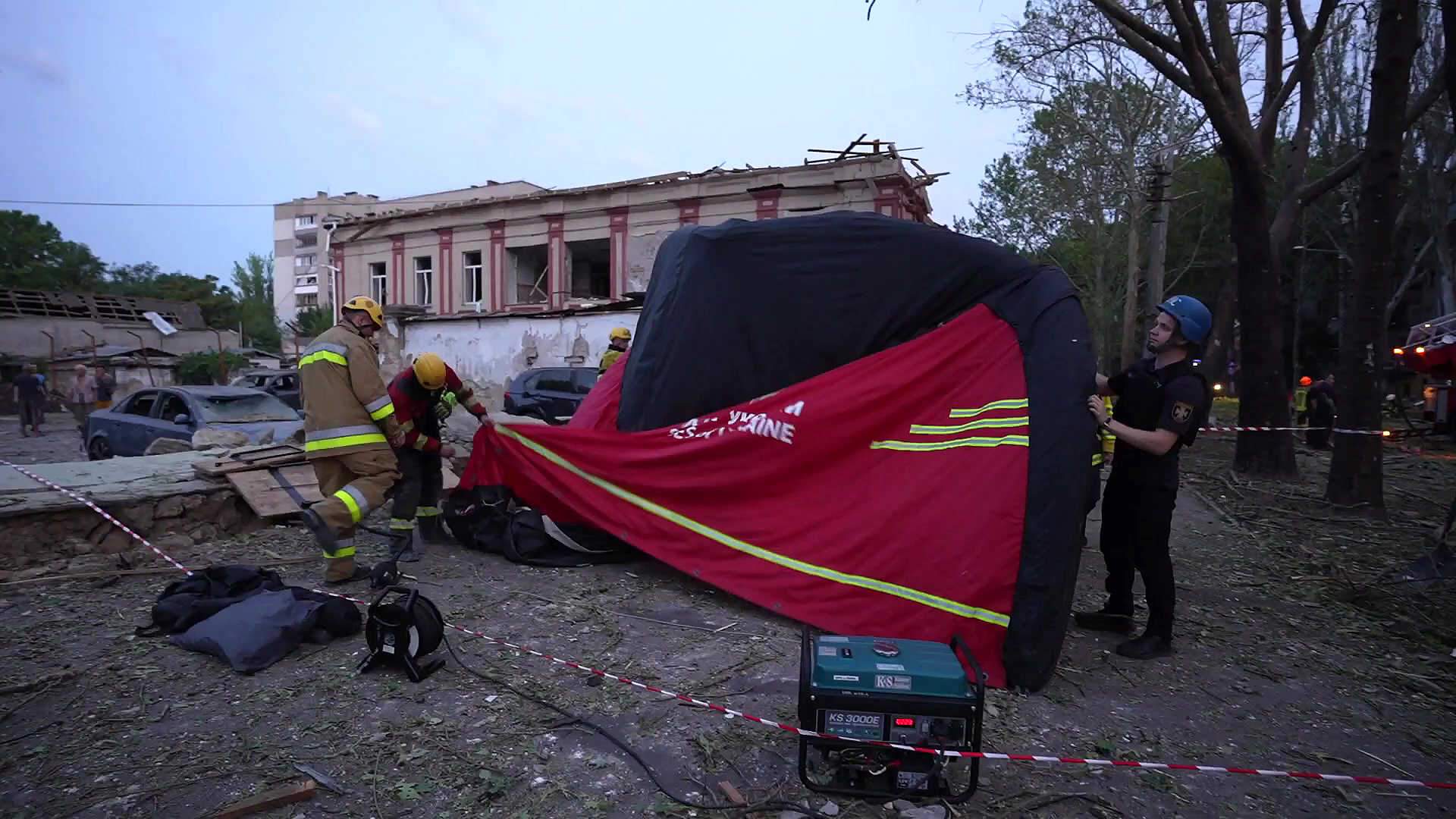
Будинок Менкіні на ранок після ракетного обстрілу 20 липня 2023
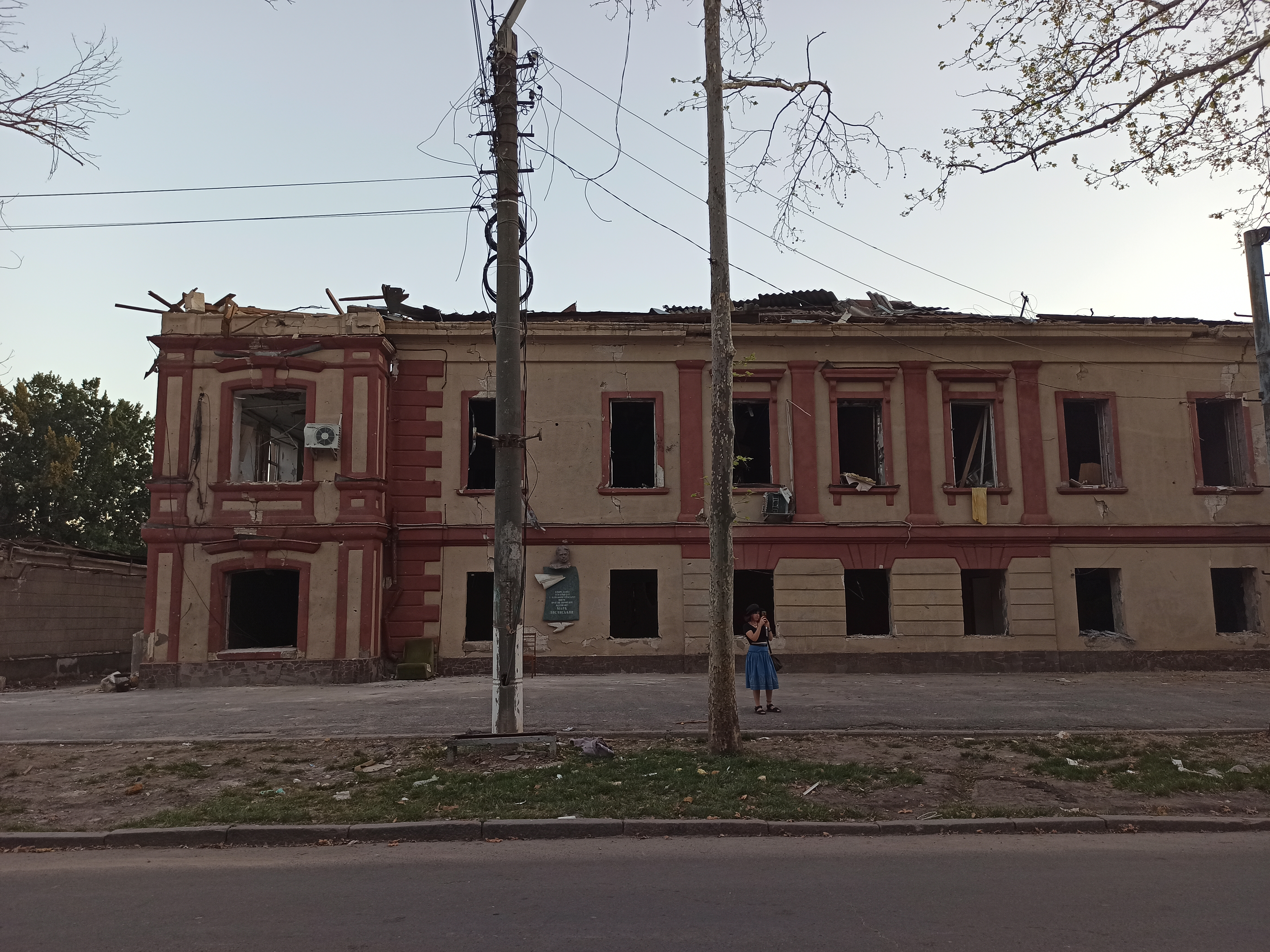
Будинок Менкіні після ракетного обстрілу, 4 серпня 2023